# Joueur de ligne offensive par excellence de la Ligue canadienne de football
Le titre de Joueur de ligne offensive par excellence de la Ligue canadienne de football, appelé Trophée Schenley du meilleur joueur de ligne offensive de 1974 à 1988, est décerné chaque année au joueur qui est considéré le meilleur de la LCF à une des trois positions de la ligne offensive, soit celles de centre, de garde et de bloqueur. Deux joueurs sont en compétition pour ce titre, soit le vainqueur du trophée Léo-Dandurand attribué au meilleur joueur de ligne offensive de la division Est, et le vainqueur du trophée DeMarco-Becket, remis au meilleur joueur de ligne offensive de la division Ouest. Le gagnant est choisi par les membres de Football Reporters of Canada, l'association des journalistes qui couvrent le football canadien, et par les entraîneurs-chefs de la ligue.
Entre 1955 et 1973, les joueurs défensifs et les joueurs de ligne offensive étaient en compétition pour le titre de meilleur joueur de ligne. En 1974, la ligue décide de créer deux prix distincts, dont celui-ci.

## Liste des lauréats
Pour la signification des abréviations, voir Glossaire des positions au football canadien.
- 1974 - Ed George (G), Alouettes de Montréal
- 1975 - Charlie Turner (BL), Eskimos d'Edmonton
- 1976 - Dan Yochum (BL), Alouettes de Montréal
- 1977 - Al Wilson (C), Lions de la Colombie-Britannique
- 1978 - Jim Coode (BL), Rough Riders d'Ottawa
- 1979 - Mike Wilson (BL), Eskimos d'Edmonton
- 1980 - Mike Wilson (BL), Eskimos d'Edmonton
- 1981 - Larry Butler (G), Blue Bombers de Winnipeg
- 1982 - Rudy Phillips (G), Rough Riders d'Ottawa
- 1983 - Rudy Phillips (G), Rough Riders d'Ottawa
- 1984 - John Bonk (C), Blue Bombers de Winnipeg
- 1985 - Nick Bastaja (BL), Blue Bombers de Winnipeg
- 1986 - Roger Aldag (en) (G), Roughriders de la Saskatchewan
- 1987 - Chris Walby (en) (BL), Blue Bombers de Winnipeg
- 1988 - Roger Aldag (en) (G), Roughriders de la Saskatchewan
- 1989 - Rod Connop (en) (C), Eskimos d'Edmonton
- 1990 - Jim Mills (en) (BL), Lions de la Colombie-Britannique
- 1991 - Jim Mills (BL), Lions de la Colombie-Britannique
- 1992 - Rob Smith (en) (BL), Rough Riders d'Ottawa
- 1993 - Chris Walby (en) (BL), Blue Bombers de Winnipeg
- 1994 - Shar Pourdanesh (en) (BL), Baltimore Football Club
- 1995 - Mike Withycombe (en) (G), Stallions de Baltimore
- 1996 - Mike Kiselak (en) (C), Argonauts de Toronto
- 1997 - Mike Kiselak (C), Argonauts de Toronto
- 1998 - Fred Childress (en) (G), Stampeders de Calgary
- 1999 - Uzooma Okeke (BL), Alouettes de Montréal
- 2000 - Pierre Vercheval (G), Alouettes de Montréal
- 2001 - Dave Mudge (en) (BL), Blue Bombers de Winnipeg
- 2002 - Bryan Chiu (C), Alouettes de Montréal
- 2003 - Andrew Greene (en) (G), Roughriders de la Saskatchewan
- 2004 - Gene Makowsky (BL), Roughriders de la Saskatchewan
- 2005 - Gene Makowsky (BL), Roughriders de la Saskatchewan
- 2006 - Rob Murphy (en) (BL), Lions de la Colombie-Britannique
- 2007 - Rob Murphy (BL), Lions de la Colombie-Britannique
- 2008 - Scott Flory (G), Alouettes de Montréal
- 2009 - Scott Flory (G), Alouettes de Montréal
- 2010 - Ben Archibald (en) (BL), Stampeders de Calgary
- 2011 - Josh Bourke (BL), Alouettes de Montréal
- 2012 - Jovan Olafioye (en) (BL), Lions de la Colombie-Britannique
- 2013 - Brendon LaBatte (en) (G), Roughriders de la Saskatchewan
- 2014 - Brett Jones (en) (C), Stampeders de Calgary
- 2015 - SirVincent Rogers (en) (BL), Rouge et Noir d'Ottawa
- 2016 - Derek Dennis (en) (BL), Stampeders de Calgary
- 2017 - Stanley Bryant (en) (BL), Blue Bombers de Winnipeg
- 2018 - Stanley Bryant (en) (BL), Blue Bombers de Winnipeg
- 2019 - Chris Van Zeyl (en) (BL), Tiger-Cats de Hamilton
- 2020 - Saison annulée
- 2021 - Stanley Bryant (en) (BL), Blue Bombers de Winnipeg
- 2022 - Stanley Bryant (en) (BL), Blue Bombers de Winnipeg
- 2023 - Dejon Allen (en) (BL), Argonauts de Toronto[2]
- 2024 - Ryan Hunter (en) (LO), Argonauts de Toronto[3]